# Tsuyoshi Kitazawa
Pour les articles homonymes, voir Kitazawa.
Tsuyoshi Kitazawa (北澤 豪, Kitazawa Tsuyoshi), né le 10 août 1968 à Machida au Japon, est un footballeur japonais.

## Biographie

### Club
Lorsqu'il est lycéen, il évolue dans le club junior du Yomiuri Club. Il quitte ensuite le club pour rejoindre le Lycée Shutoku, dont il joue pour l'équipe. Il rejoint ensuite la Japan Soccer League du côté du Honda FC en 1987. Il est meilleur buteur du championnat lors de la saison 1990-1991.
Il repart ensuite jouer au Yomiuri Club (plus tard rebaptisé Verdy Kawasaki, et désormais Tokyo Verdy 1969) en 1991. Kitazawa et ses coéquipiers Kazuyoshi Miura, Ruy Ramos, Nobuhiro Takeda, Tetsuji Hashiratani et Bismarck, font partie de la période dorée du Verdy dans les années 1990, qui remporte la J. League (1993 et 1994) et la J. League Cup (1992, 1993, et 1994). Il met un terme à sa carrière avec les Verdy en 2002. 

### International
Il joue en tout 57 matchs et inscrit en tout trois buts pour l'équipe nationale japonaise entre 1991 et 1999. Il fait ses débuts internationaux le 2 juin 1991 lors d'un match amical contre la Thaïlande à Tendō, entraîné par Kenzo Yokoyama. Il est membre de l'effectif nippon qui participe à la Coupe d'Asie des nations 1992, remportée par le Japon. Il inscrit son premier but international le 6 novembre 1992 contre la Chine au stade d'Hiroshima. 
Il prend part aux campagnes de la qualifications pour la coupe du monde de football 1994 où les Japonais ne parviennent pas à se qualifier.
Kitazawa est sur la liste des pré-sélectionnés pour le mondial 1998, mais l'entraîneur Takeshi Okada ne le retient finalement pas, ainsi que Kazuyoshi Miura et Daisuke Ichikawa, lors du stage finale à Nyon en Suisse.

## Palmarès

### Équipe
- Sélection japonaise :
  - Coupe d'Asie des nations - 1 (1992)